# Schnecke (Lebensmittel)

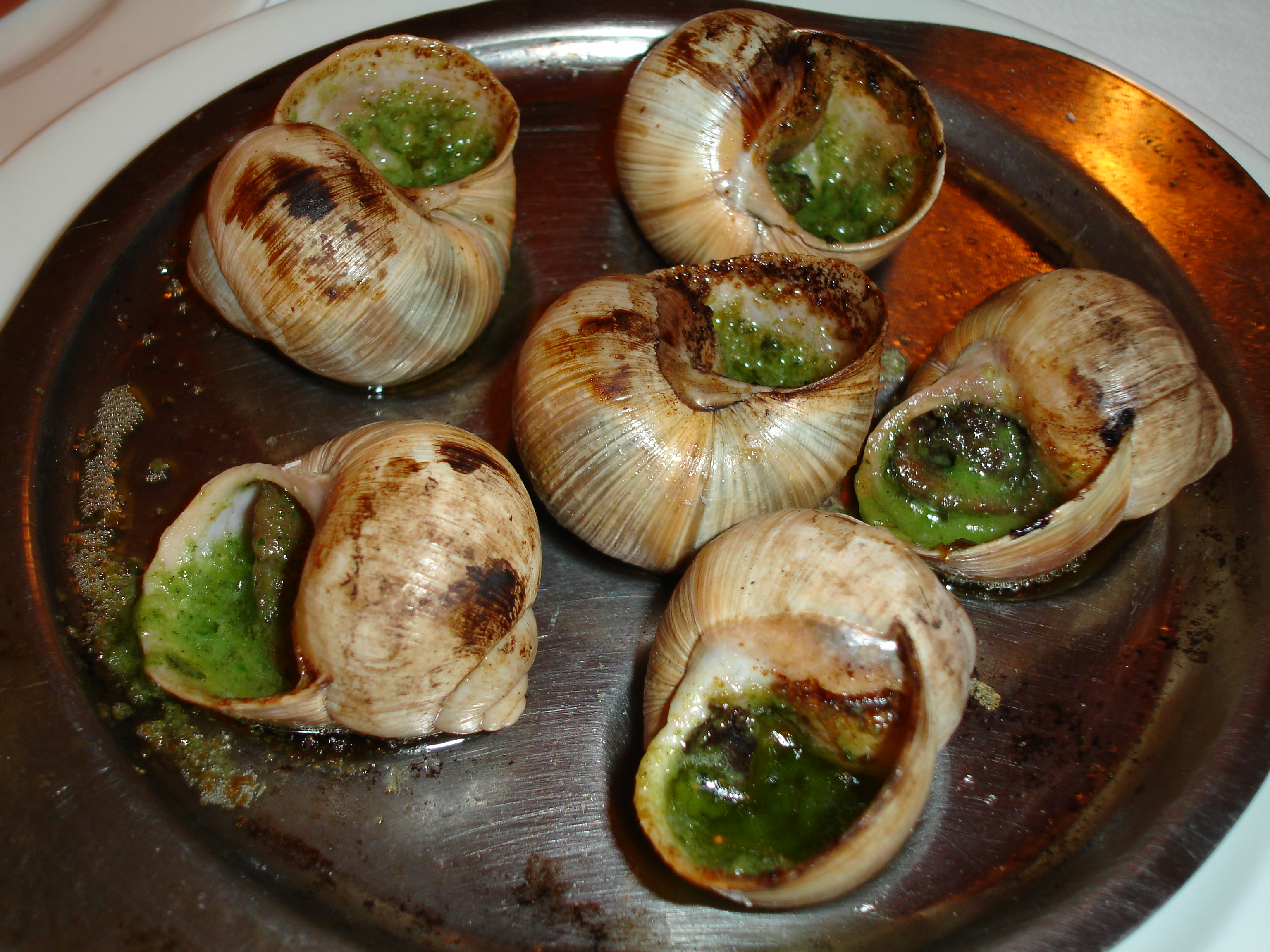
Französisches Schneckengericht

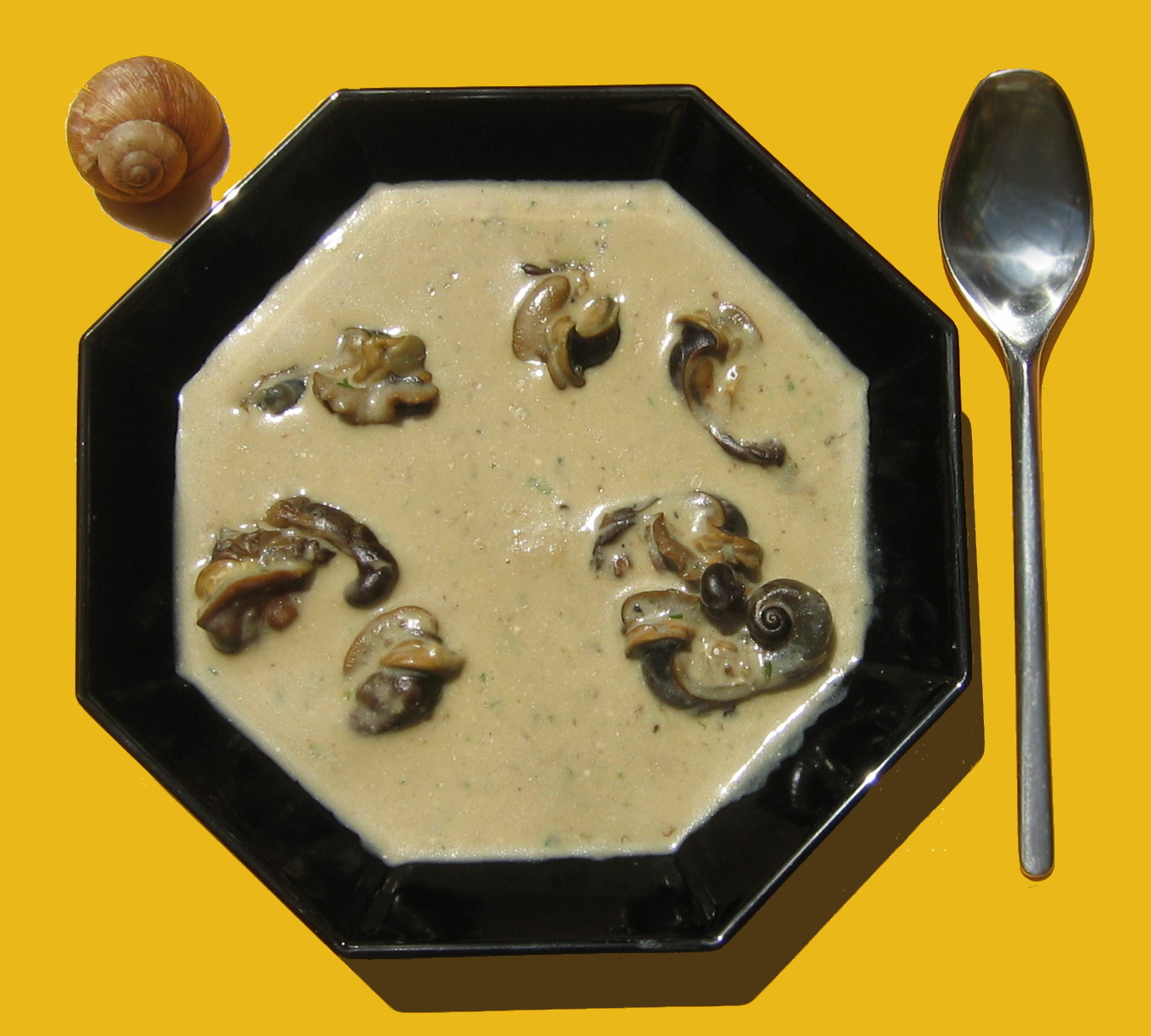
Schneckensuppe

Einige Arten gehäusetragender Schnecken dienen, wie ihre Verwandten, die Muscheln, schon mindestens seit der Jungsteinzeit als Nahrungsmittel. Davon zeugen etwa Funde in den sogenannten Kjökkenmöddingern, jungsteinzeitlichen Küchenabfallhaufen in Dänemark. Auch die Römer wussten sie zu schätzen und mästeten sie angeblich mit Milch, um sie danach mit Gewürzen zu braten. In armen ländlichen Mittelmeerländern waren Schnecken eine willkommene Bereicherung des Speiseplans. Später waren Schnecken eine beliebte Fastenspeise in Klöstern, da sie „weder Fisch noch Fleisch“ sind und ihr Verzehr deshalb nicht die Fastengebote verletzt. Heute werden sie als Delikatesse geschätzt, am begehrtesten sind die landlebenden Weinbergschnecken und Achatschnecken, doch es gibt auch essbare Meeresschnecken, die in der Küche zu den Meeresfrüchten gezählt werden.

## Landschnecken

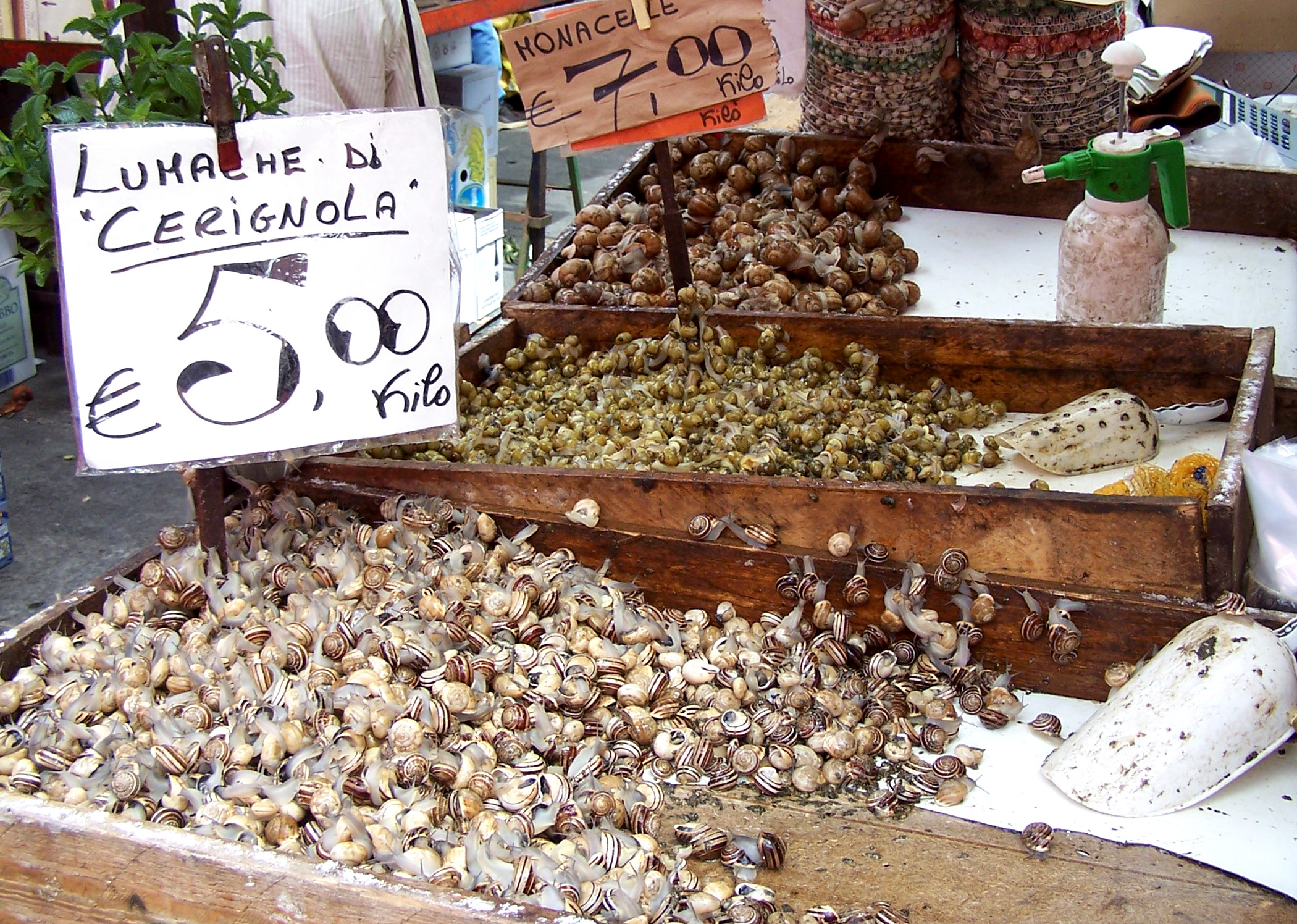
Lebende Schnecken auf einem Markt in Turin

Landschnecken können wegen ihres Schleims und ihres eher zähen Fleisches nicht so einfach zubereitet werden wie Muscheln. Für die Reinigung des Darmes von Pflanzenresten werden sie einige Tage mit Maismehl gefüttert, danach werden sie gemäß der EU-Tierschlachtverordnung von 2013 in siedendem Wasser oder in über 100 Grad heißem Wasserdampf getötet. Anschließend werden sie gereinigt und mehrere Stunden lang in einer gewürzten Brühe gegart und sind schließlich bereit für die eigentliche Zubereitung. Wegen dieses großen und nicht sehr angenehmen Aufwandes werden Schnecken in Europa fast ausschließlich vorgekocht und gefroren oder in Dosen angeboten.
Weinbergschnecken, auch „schwäbische Austern“ genannt, werden schon seit der Antike in Frankreich und Italien gesammelt, von den Römern wurden sie in Schneckengärten gezüchtet. Heute stammen sie vor allem aus Schneckenzuchtbetrieben im französischen Burgund, aus Italien, dem Schweizer Waadtland und aus Süddeutschland. Unterschieden wird zwischen der Großen oder Weißen Weinbergschnecke (Gros bourgogne, Gros blanc, Helix pomatia), der Großen Grauen (Gros gris, Helix aspersa maxima) und der Kleinen Grauen (Cagouille, Petit gris, Helix aspersa aspersa). Ihre Vorkommen sind mittlerweile bedroht und das Sammeln ist nur noch eingeschränkt erlaubt. Ebenfalls im Handel angeboten werden die etwas größeren türkischen Gestreiften Weinbergschnecken (Helix lucorum). (Anmerkung: Der aktuelle systematische Name von Helix aspersa lautet Cornu aspersum).
Die klassische Zubereitung von Weinbergschnecken als Vorspeise ist Escargots à la bourguignonne, gratiniert im eigenen Gehäuse mit Schneckenbutter, einer Art Kräuterbutter. Bekannt ist auch die Badische Schneckensuppe. In Deutschland war auch die Zubereitung als Salat bekannt. Die gekochten Schnecken wurden mit Essig, Öl, Salz und Pfeffer angemacht. „Die Italiener pflegen sie ungeputzt aus den Häusern zu ziehen, in Baumöl zu tauchen, und mit Salz und Pfeffer zu spicken.“
Achatschnecken stammen ursprünglich aus Afrika und werden auch Afrikanische Riesenschnecken genannt. Sie haben ein langgestrecktes, spitz zulaufendes Gehäuse, anders als Weinbergschnecken. Einige Achatina-Arten können sehr groß werden (Gehäuse bis zu 20 cm). In Afrika und der Karibik werden sie als eiweißreiche Nahrung gesammelt und gezüchtet. Seit Weinbergschnecken in Europa selten geworden sind, wird im Handel häufig die vom Weichkörper her ähnlich aussehende Große Achatschnecke (Achatina fulica) angeboten, meist küchenfertig vorbereitet und gefroren mit Kräuterbutter in Gehäusen von Weinbergschnecken.

## Meeresschnecken
Einige Arten von im Meer lebenden Schnecken werden vor allem an der französischen Atlantikküste, am Mittelmeer und in Ostasien als Meeresfrüchte gesammelt.

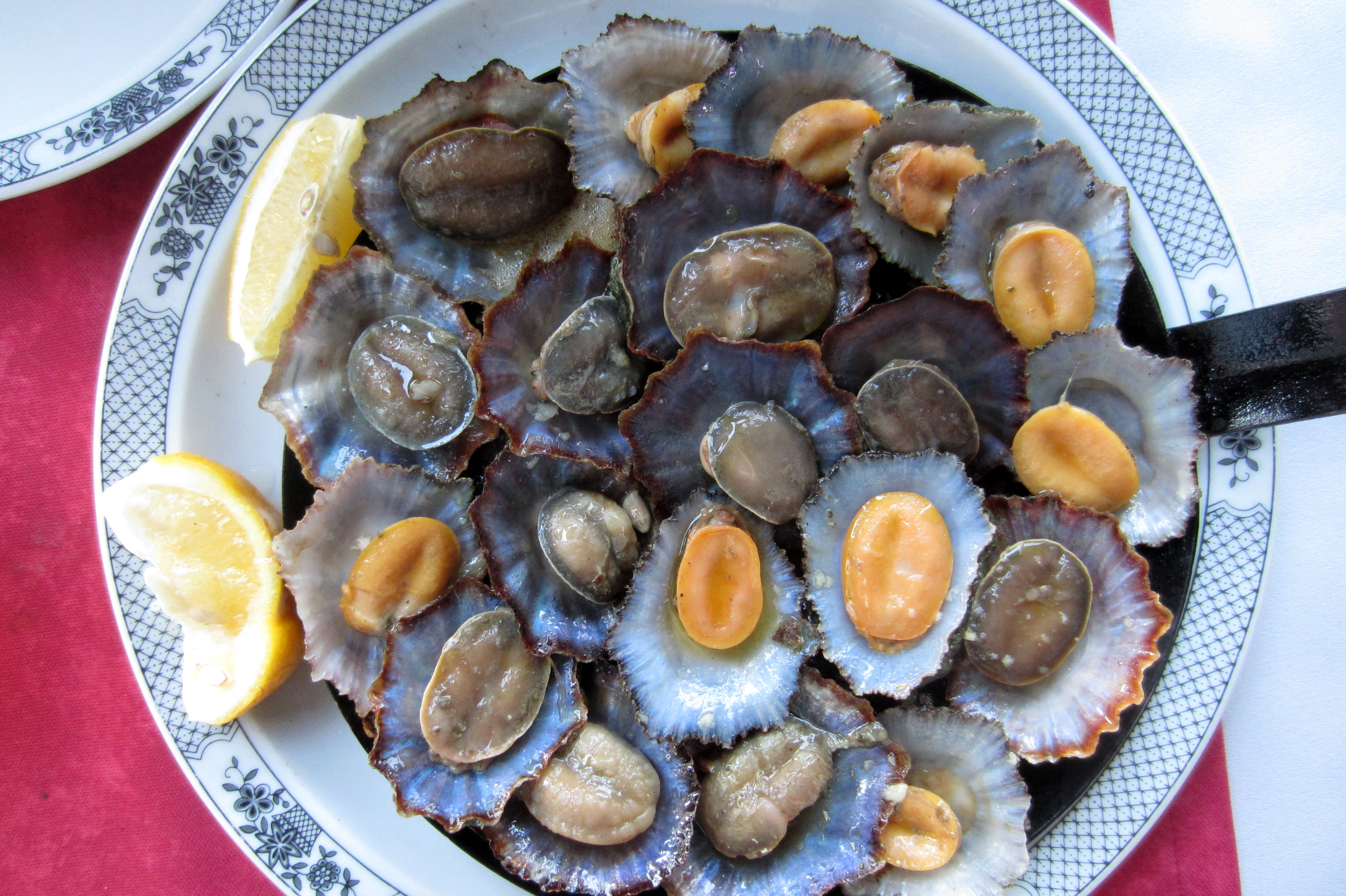
Napfschneckengericht „Lapas“ auf Madeira

Auf Madeira und den Azoren wird aus Napfschnecken das traditionelle Gericht „Lapas“ zubereitet.
In Brüssel werden die "Caricoles" als Meerschneckensuppe serviert und gelten als Delikatesse.
Die französischen bigorneaux (gemeinen Strandschnecken) werden, zuvor in Salzwasser gekocht, auf Spießchen als Hors d’œuvre mit Kräuterbutter oder naturell serviert; auf den Britischen Inseln heißen sie periwinkles. Ebenfalls beliebt sind in der Schale gekochte Wellhornschnecken. In Italien werden vorwiegend cornetti di mare (Stachelschnecken oder Herkuleskeulen) angeboten. Meeresschnecken sind oft auch Bestandteil der spanischen Paella. In Deutschland sind alle Arten nur sehr selten erhältlich.
Zu den Spezialitäten der ostasiatischen Küche zählen die Seeohren, z. B. Kamtschatka-Seeohren und vor allem die in Japan als Sushi-Zutat beliebten, großen Abalonen. Sie werden meist roh in dünne Scheiben geschnitten verzehrt, da sie gekocht leicht zäh werden. Die meisten Abalonen stammen aus Zuchtanlagen in Tasmanien. In Europa werden sie nur als Konserven angeboten.
Im gesamten karibischen Raum und in den USA sind die großen conch genannten Meeresschnecken (Queen conch, Strombus gigas; Florida fighting conch, Strombus alatus; Milk conch, Strombus costatus; Hawkwing conch, Strombus raninus) beliebt, etwa als Conch-Salad.